# Brendan Coyle

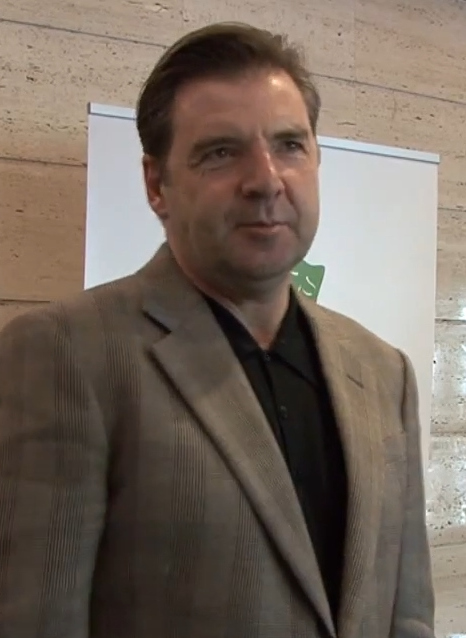
Brendal Coyle (Juni 2012)

Brendan Coyle (* 2. Dezember 1963 in Corby, Northamptonshire als David Coyle) ist ein britisch-irischer Schauspieler.  Im deutschsprachigen Raum ist er hauptsächlich für die Darstellung des Bates, dem persönlichen Diener Lord Granthams, in der Fernsehserie Downton Abbey bekannt. Für diese Rolle wurde er 2012 für einen Emmy für die beste Nebenrolle  in einer Dramaserie  nominiert.

## Leben
Coyle ist der Sohn einer schottischen Mutter und eines irischen Vaters.  Während seiner Jugend interessierte er sich nicht für die Schauspielerei  und arbeitete nach der Schule zunächst in der Fleischerei seines Vaters.  Nach dem Tod des Vaters ging er nach Dublin, wo eine Verwandte seines Vaters am Focus Theatre arbeitete.  1981 besuchte er dort die Schauspielschule und erhielt 1983 ein Stipendium für die Mountview Theatre School in London.
Wegen seiner Ausbildung in Irland, der Erfahrung mit der Darstellung irischer Charaktere und mit dem irischen Theater wird er häufig für Rollen mit irischem Hintergrund besetzt.
Coyle spielte  in zahlreichen Fernsehserien, Filmen und Theaterstücken mit. Für das Stück The Weir erhielt er 1999 den Laurence Olivier Award.
Im deutschsprachigen Raum  war er in einigen Serien und Filmen zu sehen. Seine bekannteste Rolle ist hier die des kriegsversehrten Dieners Bates in der Fernsehserie Downton Abbey, für die er 2012 für einen Emmy nominiert wurde.
Coyle wurde von unterschiedlichen Synchronsprechern synchronisiert. In Downton Abbey leiht Michael Iwannek ihm seine Stimme.
Coyle lebt in Norfolk und  besitzt auch die irische Staatsbürgerschaft. Er ist der Großneffe der englischen Fußballlegende Matt Busby.

## Filmografie (Auswahl)
- 1995: Polizeiarzt Dangerfield (Fernsehserie, 2 Episoden)
- 1995–1996: Thief Takers (Fernsehserie, 14 Episoden)
- 1996: Silent Witness (Fernsehserie, 2 Episoden)
- 1997: James Bond 007 – Der Morgen stirbt nie (Tomorrow Never Dies)
- 1997: Der letzte Bus
- 1998: Der General (The General)
- 2001: Inspector Lynley (The Inspector Lynley Mysteries, Fernsehserie, eine Episode)
- 2001: Die Wannseekonferenz (Conspiracy)
- 2001: Der Kartograph (Mapmaker)
- 2001: Bombenleger (The Bombmaker)
- 2003: Waking the Dead – Im Auftrag der Toten (Fernsehserie, 2 Episoden)
- 2004: North & South (Fernsehserie, 4 Episoden)
- 2004: Amnesia
- 2005: The Jacket
- 2006: Heißer Verdacht – Das Finale
- 2007: True Dare Kiss (Fernsehserie, 6 Episoden)
- 2008–2010: Lark Rise to Candleford (Fernsehserie, 31 Episoden)
- 2009: Kopfgeld – Perrier’s Bounty (Perrier’s Bounty)
- 2009: George Gently – Der Unbestechliche (Inspector George Gently, Fernsehserie, eine Episode)
- 2010–2015: Downton Abbey (Fernsehserie, 52 Episoden)
- 2012–2013: Starlings (Fernsehserie, 16 Episoden)
- 2012: The Raven – Prophet des Teufels (The Raven)
- 2014: Christina Noble – Die Mutter der Niemandskinder (Noble)
- 2015: Spotless (Fernsehserie, 10 Episoden)
- 2015: Murdoch Mysteries (Fernsehserie, 1 Episode)
- 2016: Ein ganzes halbes Jahr (Me Before You)
- 2018: Maria Stuart, Königin von Schottland (Mary Queen of Scots)
- 2018: Requiem (Fernsehserie, 6 Episoden)
- 2019: Downton Abbey
- 2022: Downton Abbey II: Eine neue Ära (Downton Abbey: A New Era)
- 2025: Toxic Town (Fernsehserie)

## Auszeichnungen und Nominierungen (Auswahl)
- 2011: BAFTA in der Kategorie Nebendarsteller (in Downton Abbey)
- 2012: Basauri Award for Excellence in the Performing Arts
- 2012: Emmy-Nominierung in der Kategorie Bester Nebendarsteller in einer Dramaserie (in Downton Abbey)